# Metilfosfonato de dimetilo
Metilfosfonato de dimetilo é uma substância utilizada como precursor químico de compostos organofosforados.. Considerado precursor de pesticidas. 
DMMP é usado para extração de metais pesados e sais básicos, usado como separador de fases,  também é usado como retardante de chama, um aditivo de pré-ignição para gasolina, um agente antiespumante, um plastificante e estabilizante, um condicionador têxtil e agente antiestático e um aditivo para solventes e fluidos hidráulicos de baixa temperatura.